# BlueMSX
blueMSX — эмулятор бытовых компьютеров стандарта MSX, с открытым исходным кодом. Предназначен для использования на компьютерах под управлением операционной системы Microsoft Windows. Поддерживается эмуляция стандартов MSX1, MSX2, MSX2+, Turbo R, а также некоторых других компьютеров и игровых консолей со сходной аппаратурой. Эмулятор имеет графический интерфейс с изменяемым оформлением (скинами), встроенный отладчик, и редактор конфигурации, позволяющий создавать конфигурации практически любых компьютеров стандарта MSX. Интерфейс программы переведён на 14 различных языков.

## История
Появившись в 2003 году, и являясь относительно новым эмулятором, blueMSX быстро стал одним из наиболее точных и удобных эмуляторов MSX..
Как и во многих других эмуляторах MSX, в основе blueMSX изначально использовался исходный код эмулятора fMSX. Разработка началась в сентябре 2003 года, первая версия стала публично доступна в ноябре того же года. Главной особенностью эмулятора на момент его выхода было наличие графических фильтров, позволяющих имитировать изображение на экране старого телевизора или монитора.
Изначально качество эмуляции в blueMSX было довольно низким. Присутствовали все ограничения и неточности, свойственные эмулятору fMSX. Следующие шесть месяцев разработки были посвящены улучшению и замене неудачного кода, а также изменению архитектуры программы. С улучшением архитектуры упростилось добавление поддержки новых устройств, и уже через небольшое время было поддержано большинство дополнительных звуковых устройств и типов картриджей.
В версии 1.5.0 (12 июня 2004) из состава эмулятора были устранены образы системных ПЗУ (BIOS). Вместо них стал использоваться C-BIOS — специально разработанный для использования в эмуляторах MSX свободно распространяемый альтернативный BIOS.
С выходом версии 1.7.0 (20 сентября 2004) blueMSX стал первым эмулятором MSX, поддерживающим скины (изменяемое оформление программы).
Значительное обновление произошло в версии 2.0.0 (20 ноября 2004). Из blueMSX был окончательно убран исходный код эмулятора fMSX. Также, в этой версии была добавлена эмуляция компьютеров последней версии стандарта MSX — Turbo R, игровой консоли ColecoVision и компьютера Spectravideo SV-328.
После ноября 2004 разработчики эмулятора сосредоточились на улучшении пользовательского интерфейса и повышении точности эмуляции, а также добавлении поддержки экзотических устройств — например, Konami Keyboard Master (невыпущенная игра, использующая микросхему синтезатора речи VLM5030).
Из недавно добавленных возможностей можно отметить добавление эмуляции систем от Sega — SG-1000, SC-3000, SF-7000. В дальнейшних планах разработчиков присутствует также эмуляция игровой консоли Sega Master System и других подобных систем.

## Обзор возможностей
Эмуляция всех составляющих системы, включая процессор, видео и звук, реализована в blueMSX с точностью до такта. Это позволяет играм и другим программам работать в эмуляторе точно так, как они работают на настоящем компьютере. Эмулятор поддерживает большинство устройств для компьютеров MSX, включая различные типы игровых картриджей, микросхемы звукогенераторов, дисководы, и специфическую аппаратуру, применявшуюся различными производителями. В состав эмулятора входит большая база данных с информацией о картриджах и дискетах, позволяющая эмулятору корректно определять тип используемого картриджа.
В blueMSX присутствует встроенный многооконный отладчик с графическим интерфейсом. Он позволяет просматривать содержимое регистров и памяти, стек вызовов, имеет функции трассировки, точек останова, и другие возможности. Таким образом, blueMSX может использоваться в качестве средства разработки для эмулируемых систем.
Некоторые возможности эмулятора позиционируются разработчиками как ключевые, и имеют собственные названия.

### blueGUI
Графический пользовательский интерфейс с изменяемым оформлением, имеющий редактор конфигурации эмулируемого компьютера. Пользователь может создать свою собственную конфигурацию, или повторять конфигурации реально существующих компьютеров. Также присутствует несколько заранее сконфигурированных моделей компьютеров.

### blueSPEED
Возможность изменения скорости эмуляции без использования меню настроек, с помощью горячих клавиш. Присутствует функция максимального ускорения, действующая, пока удерживается специальная клавиша. Подобная функция может применяться, например, в случае, когда пользователю надо пропустить непрерываемую игровую заставку, или максимально ускорить процесс загрузки программы.

### blueDECK
Поддержка образов кассет с возможностью указания текущей позиции чтения, что упрощает работу с такими образами.

### blue-vDRIVE
Интерфейс работы с образами дискет, позволяющий переключаться между несколькими образами одним нажатием клавиши.

### blueAUDIO
blueMSX эмулирует основные звуковые устройства, применявшиеся на MSX и других поддерживаемых эмулятором системах. Это микросхемы звукогенераторов (AY-3-8910, SN76489), Konami SCC, звуковые карты Moonsound (OPL4), MSX-Music (YM2413), MSX-Audio (Y8950), а также несколько различных устройств воспроизведения цифрового звука. С помощью функции программного микшера пользователь имеет возможность раздельно управлять громкостью всех звуковых устройств.

### blueTV
Набор специальных графических фильтров, позволяющих имитировать изображение на различных типах мониторов и на телевизорах с различными способами подключения. Присутствуют настройки гаммы, яркости, контраста, насыщенности и цвета, вертикального и горизонтального масштаба, а также настройки имитации чересстрочной развёртки. Все они могут изменяться в реальном времени. Эмулятор также поддерживает внешние источники изображения — например, карту расширения, реализующую текстовый режим с 80 символами в строке.